# Cosmosoma annexa
Cosmosoma annexa là một loài bướm đêm thuộc phân họ Arctiinae, họ Erebidae.